# Izet Sarajlić
Izet Sarajlić (16. března 1930 Doboj, Království Jugoslávie – 2. května 2002 Sarajevo, Bosna a Hercegovina), přezdívaný i Kiko, byl bosenskohercegovský básník, překladatel, esejista a filozof bosňáckého původu.

## Životopis
Narodil se jako páté dítě železničáře Elmase Sarajliće a Đuly Ćišić. Po dvou letech se rodina přestěhovala do Trebinje. Za druhé světové války postupně přišel o dva bratry, kteří se hlásili ke komunistickým partyzánům. Poté byla jeho rodina donucena se přestěhovat do Dubrovníku. V chorvatském přístavu pak byly zatčeny i jeho sestry Nina (?–1993) a Raza (?–1993, překládala z italštiny). Na konci války se rodina znovu spojila.
Od roku 1945 žil s rodinou v Sarajevu, kde navštěvoval chlapecké gymnázium. V bosenskohercegovské metropoli studoval na Filozofické fakultě (1950–?), zde také získal doktorát z filozofie. Pracoval jako pedagog na Filozofické fakultě Univerzity v Sarajevu. Roku 1962 společně s Huseinem Tahmiščićem, Ahmetem Hromadžićem, Velimirem Miloševićem a Vladimirem Čerkezem založil kulturní manifestaci Sarajevské dny poezie, nad kterou převzalo záštitu Sdružení spisovatelů Bosny a Hercegoviny. Roku 1970 byl krátce předsedou této cechovní organizace.
Izet se roku 1962 oženil s Idou Kalaš (?–1998, nazývána i Mikica), s níž přivedl na svět dceru Tamaru (1963). Zemřel náhle roku 2002 a jeho tělesné ostatky byly uloženy poblíž zesnulé manželky na sarajevském hřbitově Lav.
Během svého umělecky mimořádně plodného života získal řadu ocenění, mimo jiné výroční cenu Sdružení spisovatelů Bosny a Hercegoviny (1960 a 1963), Zmajovu cenu (1984) a cenu ZAVNOBiH (1989). Roku 1953 byl vyloučen ze Sdružení spisovatelů Jugoslávie, nicméně tato organizace mu roku 1964 dala svou výroční cenu, kterou ale nakonec pro dlouhotrvající neshody odmítl.
Od roku 1984 byl dopisujícím a od roku 1995 pak řádným členem Akademie věd a umění Bosny a Hercegoviny.

## Dílo
- U susretu (Při setkání, Sarajevo 1949), básnická sbírka
- Sivi vikend (Škaredý víkend, Sarajevo 1955), básnická sbírka
- Minutu ćutanja (Minuta ticha, Sarajevo 1960), básnická sbírka
- Posveta (Věnování, Beograd 1961), básnická sbírka
- Tranzit (Tranzit, Sarajevo 1963), básnická sbírka
- Portreti drugova (Portréty kamarádů, Sarajevo 1965), krátká próza
- Godine, godine (Roky, roky, Beograd 1965), básnická sbírka
- Poezija (Poezie, Skopje 1965), výbor z tvorby v makedonském jazyce
- Ipak elegija (Přec elegie, Beograd 1967?), básnická sbírka
- Putujem i govorim (Cestuji a hovořím, Sarajevo 1967), krátká próza
- Izabrana lirika (Vybraná lyrika, Sarajevo 1968, 1971), výbor z tvorby
- Vilsonovo šetalište (Wilsonova promenáda, Sarajevo 1969), básnická sbírka
- Lirika (Lyrika, Ljubljana 1971), výbor z tvorby ve slovinském jazyce
- Stihovi za laku noć (Verše na dobrou noc, Beograd 1971), básnická sbírka
- Pisma (Listy, Sarajevo 1974), básnická sbírka
- Koga će sutra voziti taksisti (Koho zítra povezou taxisté, Sarajevo 1975, Beograd 1985, Split 1998), krátká próza
- Nastavak razgovora (Pokračování rozhovoru, Beograd 1977), básnická sbírka
- Trinaesta knjižica poezije (Třináctý svazek poezie, Priština 1978), básnická sbírka
- Novi stari stihovi (Staronové verše, Beograd 1980), básnická sbírka
- Rođeni 23, streljani 42 (Narozeni 1923, zastřeleni 1942, Sarajevo 1981, 1988), výbor z tvorby
- Neko je zvonio (Někdo zvonil, Čačak 1982), básnická sbírka
- Poezija (Poezie, ed. Juraj Martinović, součást edice Savremena književnost naroda i narodnosti BiH u 50 knjiga, Sarajevo 1984–1985), výbor z tvorby
- Izabrane pesme (Vybrané básně, ed. Stevan Raičković, Beograd 1984), výbor z tvorby
- Izbrannoe (Mé oblíbené, Moskva 1985), výbor z tvorby v ruském jazyce
- Nekrolog slavuju (Nekrolog pro slavíka, Beograd 1987), básnická sbírka
- Slavim (Oslavuji, Titograd 1988), krátká próza
- Oproštaj s evropskim humanističkim idealizmom i druge pjesme (Rozloučení s evropským humanistickým idealismem a jiné básně, Nikšić 1989), výbor z tvorby
- Izabrana djela I–II (Vybrané spisy, Sarajevo 1990), vybrané spisy
- Sarajevska ratna zbirka (Sarajevská válečná sbirka, Ljubljana 1993, 1994, reprint Beograd 1994, Sarajevo 1995), básnická sbírka, polsky: Sarajewski tomik wojenny (Sejny 1995)
- O poeziji Izeta Sarajlića i izbor poezije (O poezii Izeta Sarajliće a výbor z poezie, ed. Josip Osti, Ljubljana), výbor z tvorby
- Knjiga oproštaja (Kniha loučení, Sarajevo 1996, rozš. 1997, rozš. 2002), básnická sbírka, francouzsky: Le livre des adieux. suivi de Recueil de guerre sarajévien (Balma 1997)
- Sabrana djela I–III (Sebrané spisy, ed. Sinan Gudžević, 1. sv.: Sivi vikend; Minutu ćutanja; Ipak elegija; Vilsonovo šetalište; Stihovi za laku noć, 2. sv.: Nastavak razgovora; Nekrolog slavuju; Oproštaj s evropskim humanističkim idealizmom; Stihovi na salvetama; Pjesme u prozi, 3. sv.: Sarajevska ratna zbirka; Knjiga oproštaja, Sarajevo 1998), sebrané spisy
- 30. februar (30. února, Sarajevo 1998), básnická sbírka, italsky: 30 febbraio: poesie dal 1950 al 1998 (Genova 1999)
- V. P. (Sarajevo 1999, 2001), krátká próza
- Izabrane pjesme (Vybrané básně, ed. Mira Čengić, Sarajevo 2000), výbor z tvorby
- Druga ljubav (Druhá láska, Sarajevo 2002), výbor z tvorby

Překlady:
- Evtušenko, Evgenij Aleksandrovič. Poezija. (překlad Izet Sarajlić a Božo Bulatović) Zagreb 1963.
- Vins, Paul. Ćutljivi Herodot. (přeložili Ida a Izet Sarajlićovi) Sarajevo 1965.